# Leymus mollis
Leymus mollis là một loài thực vật có hoa trong họ Hòa thảo. Loài này được (Trin.) Pilg. mô tả khoa học đầu tiên năm 1947.

## Hình ảnh

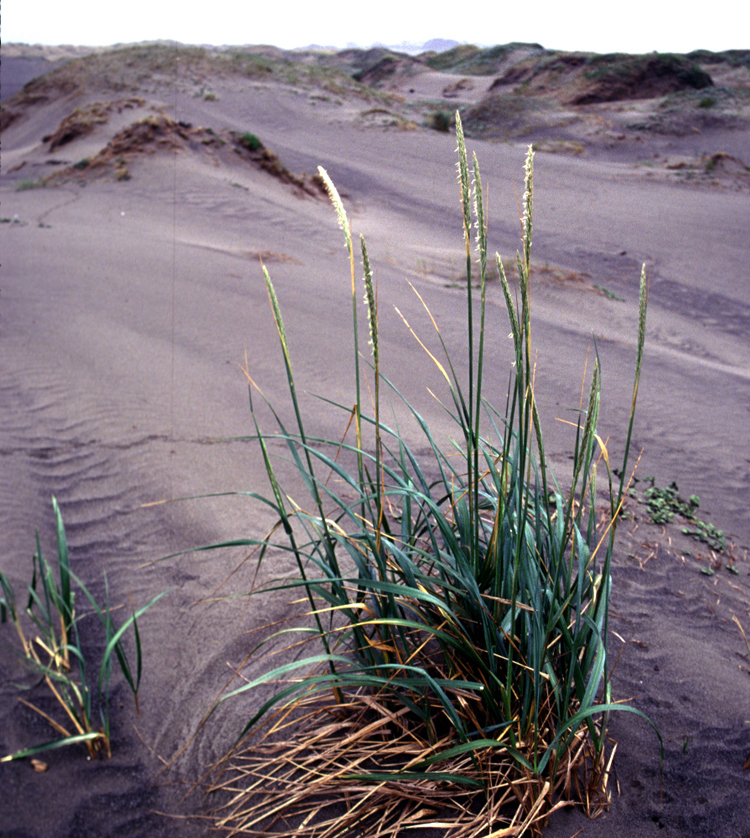